# Adelgimyza tripidiperda
Adelgimyza tripidiperda är en tvåvingeart som beskrevs av Guercio 1918. Adelgimyza tripidiperda ingår i släktet Adelgimyza och familjen gallmyggor.
Artens utbredningsområde är Italien. Inga underarter finns listade i Catalogue of Life.